# Hamit Kaplan
Hamit Kaplan (ur. 20 września 1934 w Hamamözü, zm. 5 stycznia 1976 w Çorum), turecki zapaśnik. Trzykrotny medalista olimpijski.
Walczył zarówno w stylu wolnym, jak i klasycznym, w kategorii ciężkiej. Trzykrotnie brał udział w igrzyskach (IO 56, IO 60, IO 64), za każdym razem zdobywał medale – zawsze w stylu wolnym. Z kolei medalistą mistrzostw świata był w obu stylach. W wolnym sięgnął po złoto (1957), srebro (1959 i 1961) i brąz (1963). W klasycznym raz wywalczył srebro (1961) i trzykrotnie brąz (1955, 1958, 1963). Triumfator igrzysk śródziemnomorskich w 1955, 1959 i 1963. Pierwszy i drugi w Pucharze Świata w 1956; trzeci w 1958 roku.